# Euscorpius celanus
Espèce
Euscorpius celanus est une espèce de scorpions de la famille des Euscorpiidae.

## Distribution
Cette espèce est endémique des Abruzzes en Italie. Elle se rencontre vers Celano et Castel del Monte.

## Description
La femelle holotype mesure 29,65 mm et le mâle paratype 29,67 mm.

## Étymologie
Son nom d'espèce lui a été donné en référence au lieu de sa découverte, Celano.

## Publication originale
- Tropea, 2012 : A new species of Euscorpius Thorell, 1876 (Scorpiones, Euscorpiidae) from Italy. Bulletin of the British Arachnological Society, vol. 15, no 8, p. 253–259  (texte intégral).